# Satz von Thurston-Bonahon
Der Satz von Thurston-Bonahon ist ein häufig verwendeter Lehrsatz aus dem mathematischen Gebiet der 3-dimensionalen Topologie, benannt nach William Thurston und Francis Bonahon. Er präzisiert die Dichotomie zwischen geometrisch endlichen und geometrisch unendlichen Flächen in hyperbolischen 3-Mannigfaltigkeiten.

## Formulierung des Satzes
Es sei {\displaystyle M} eine hyperbolische 3-Mannigfaltigkeit von endlichem Volumen, und sei {\displaystyle F\subset M} eine inkompressible, {\displaystyle \partial }-inkompressible Fläche.
Dann ist {\displaystyle F} entweder eine virtuelle Faser oder quasifuchssch.
Erläuterungen:
- {\displaystyle F\subset M} heißt geometrisch endlich, wenn das Bild von {\displaystyle \pi _{1}F} unter {\displaystyle \pi _{1}M\to Isom(H^{3})} eine geometrisch endliche Gruppe ist; dies ist im Fall von Flächengruppen äquivalent dazu, dass {\displaystyle \pi _{1}F} eine quasifuchssche Gruppe ist.
- {\displaystyle F\subset M} heißt virtuelle Faser, wenn es eine endliche Überlagerung {\displaystyle p\colon {\widehat {M}}\to M} sowie ein Faserbündel {\displaystyle {\widehat {M}}\to S^{1}} mit Faser {\displaystyle p^{-1}(F)} gibt. Der Satz von Thurston-Bonahon besagt insbesondere, dass jede geometrisch unendliche Fläche in einer hyperbolischen 3-Mannigfaltigkeit endlichen Volumens eine virtuelle Faser sein muss.

## Geschichte
Der Satz von Thurston-Bonahon ergibt sich aus einer Kombination von Sätzen in Thurstons „Lecture Notes“ und Bonahons Habilitationsschrift mit älteren Ergebnissen von Albert Marden. Er wird weder bei Thurston noch bei Bonahon explizit erwähnt.
Der Satz wird in zahlreichen mathematischen Arbeiten zur Topologie von Flächen in 3-Mannigfaltigkeiten verwendet, explizite Formulierungen des Satzes finden sich zuerst bei Cooper-Long-Reid und in allgemeinerer Form bei Canary.